# Wonsan-dong
Wonsan-dong (koreanska: 원산동)  är en stadsdel i kommunen Mokpo i provinsen Södra Jeolla i den sydvästra delen av Sydkorea, 310 km söder om huvudstaden Seoul.